# Bodenstedtstraße 25/25a

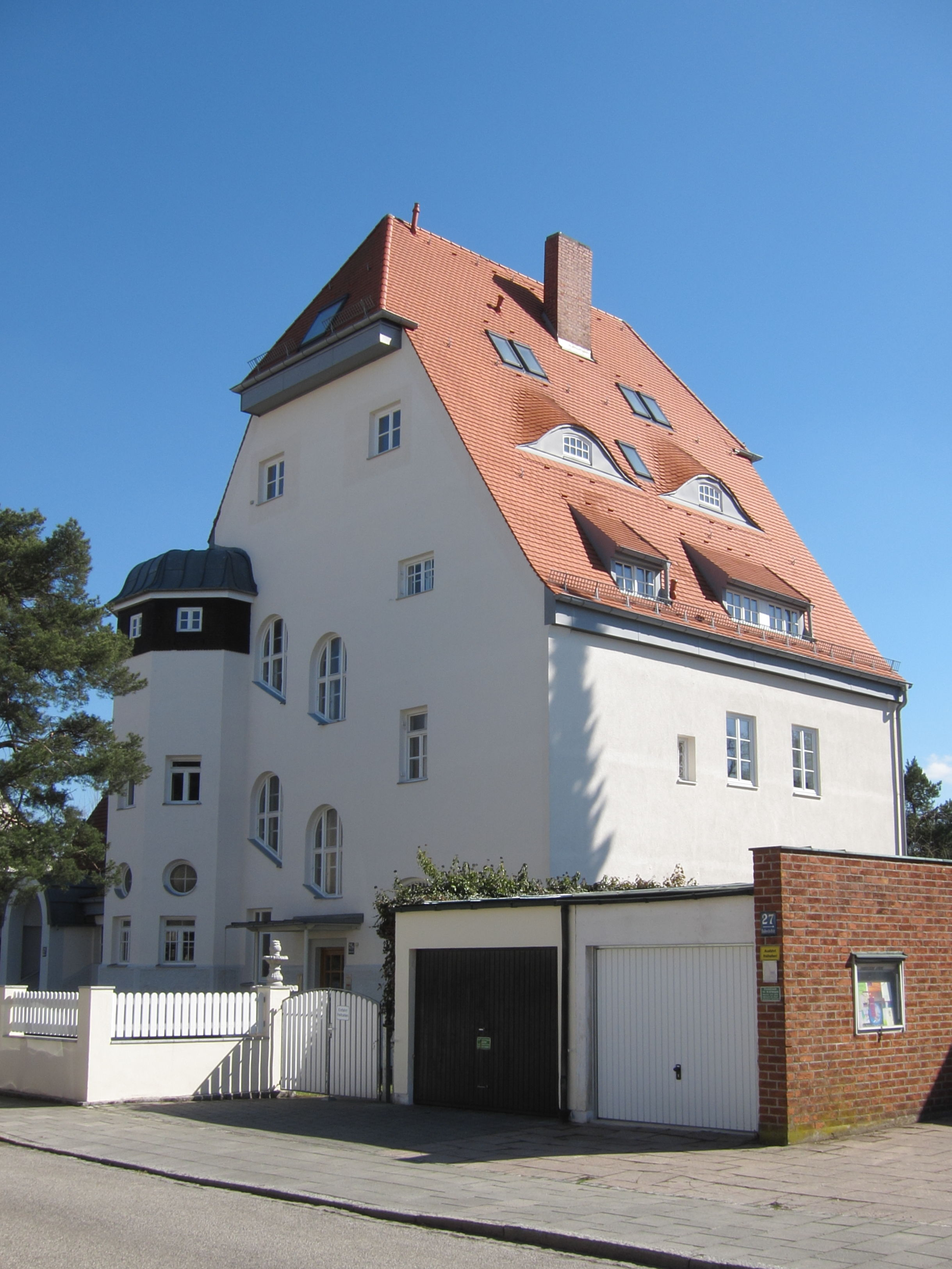
Bodenstedtstraße 25/25a im Stadtteil Pasing von München

Das Gebäude Bodenstedtstraße 25/25a im Stadtteil Pasing der bayerischen Landeshauptstadt München wurde von 1903 bis 1906 errichtet. Das Wohnhaus im Reformstil ist ein geschütztes Baudenkmal.
Die zweigeschossige Baugruppe mit Krüppelwalmdach, Satteldach und Treppenturm mit Glockendach wurde von den Gebrüdern Rank für den Bauherrn Johann Hieronymus errichtet.